# Kisminta törvények
Kisminta törvények vagy affinitási törvények azonos dinamikai jellemzőjű áramlástani gépek (szivattyú, ventilátor, vízturbina) teljesítmény jellemzőinek a tervezettől eltérő viszonyok közötti közelítő meghatározására szolgáló összefüggések. Az áramlástani gépek összehasonlítására két dimenzió nélküli számot használnak. A dinamikai jellemzők:
A mennyiségi tényező:
{\displaystyle \phi ={\frac {Q}{{\frac {D^{2}\pi }{4}}u_{k}}}} ,
ahol 
{\displaystyle Q} a gépen másodpercenként átáramló közeg térfogata,
{\displaystyle D} a forgórész legnagyobb átmérője
{\displaystyle u_{k}} a forgórész legnagyobb D átmérőjének kerületi sebessége.
A nyomásszám:
{\displaystyle \psi ={\frac {\Delta p}{{\frac {\rho }{2}}u_{k}^{2}}}} ,
ahol 
{\displaystyle \Delta p} a gép előtt és után mért közegnyomás különbsége,
{\displaystyle \rho } a közeg sűrűsége.
Az affinitási összefüggések olyan gépekre, melyek {\displaystyle \phi } mennyiségi tényezője és  {\displaystyle \psi } nyomásszáma azonos:
{\displaystyle {\frac {Q_{1}}{Q_{2}}}=\left({\frac {D_{1}}{D_{2}}}\right)^{3}{\frac {n_{1}}{n_{2}}}} ,
{\displaystyle {\frac {\Delta p_{1}}{\Delta p_{2}}}={\frac {\rho _{1}}{\rho _{2}}}\left({\frac {D_{1}}{D_{2}}}\right)^{2}\left({\frac {n_{1}}{n_{2}}}\right)^{2}} ,
{\displaystyle {\frac {P_{1}}{P_{2}}}={\frac {\rho _{1}}{\rho _{2}}}\left({\frac {D_{1}}{D_{2}}}\right)^{5}\left({\frac {n_{1}}{n_{2}}}\right)^{3}} .
A fenti összefüggésekben az 1 index az egyik, a 2 index a másik gépre vonatkozik, P a gépek teljesítménye.
Az affinitási törvények egyrészt egy gép különböző üzemviszonyaira alkalmazhatók, például a fordulatszám növelésével elérhető folyadékáram vagy nyomásnövekedés becsülhető meg. Másik fontos alkalmazása a kísérletekhez legyártott geometriailag hasonló kismintán mért nyomás és folyadékáram értékek átszámítása lehetséges nagyobb gépekre.
Például, ha egy gép fordulatszámát kétszeresére emelik (ekkor a méretek és a közeg sűrűsége állandó), a folyadékáram kétszeresére, a nyomás négyszeresére a teljesítmény pedig nyolcszorosára nő.

## Külső hivatkozások
- Szlivka Ferenc: Vízgazdálkodás gépei
- P. FitzPatrick: Emelőventilátorok működése és kiválasztása.